# Ada Hitchins
Ada Florence Remfry Hitchins  (26 juin 1891 — 4 janvier 1972) est la principale assistante de recherche du chimiste britannique Frederick Soddy qui reçoit le prix Nobel en 1921 pour son travail sur les éléments radioactifs et sur la théorie des isotopes,,. Hitchins isole des échantillons dans des minerais d'uranium, prenant des mesures précises de la masse atomique qui fournissent les premières preuves expérimentales de l'existence de différents isotopes. Elle participe également à la découverte du protactinium, que Dmitri Mendeleïev a prédit dans le tableau périodique des éléments entre l'uranium et le thorium.

## Éducation
Ada Hitchins est née le 26 juin 1891 à Tavistock, Angleterre. Elle est la fille de William Hedley Hitchins, un superviseur des douanes et accises. Sa famille vit quelque temps à Campbelltown, Écosse, où Hitchins va au lycée dont elle sort diplômée en 1909. Elle va ensuite à l'Université de Glasgow et obtient son BA en sciences avec mention en 1913,. Elle reçoit des prix en botanique et en géologie ainsi qu'en chimie.

## Une carrière interrompue par la guerre
Dans sa dernière année à l'université de Glasgow, Hitchins commence à travailler avec Frederick Soddy. Quand il part à l'Université d'Aberdeen comme Chair of Chemistry en 1914, Hitchins et un autre assistant, John A. Cranston, l'accompagnent. À Aberdeen, Hitchins est une Carnegie Research Scholar, recevant un salaire pour une année et un prix en argent donné aux diplômés des institutions de recherche écossaises par le philanthrope américain Andrew Carnegie.
Les attentes de la création par Soddy d'un centre de recherche de premier plan à Aberdeen sont interrompues par la Première Guerre mondiale, les étudiants devenant des soldats et les étudiantes étant poussée à se diplômer rapidement par des cours accélérés pour aller travailler dans l'industrie et au gouvernement. Hitchins travaille à l'Admiralty Steel Analysis Laboratories en 1916. Après la guerre, les femmes perdent leur emploi au profit des soldats de retour à la vie civile. Hitchins, libérée de l'Amirauté, trouve un emploi dans une aciérie de Sheffield.
En 1921, Frederick Soddy, alors à l'Université d'Oxford, obtient un financement pour réembaucher Hitchins comme technicienne assistante. Il avait récemment obtenu le Prix Nobel pour son travail sur la radioactivité et les isotopes. En 1922, Hitchins devient son assistante de recherche privée,. Elle continue à travailler avec lui jusqu'en 1927, date à laquelle elle émigre au Kenya pour se rapprocher de sa famille.

## Recherche sur la radioactivité
Hitchins travaille avec Soddy durant quinze ans. Elle est son assistante de recherche principale et la seule personne à avoir travaillé avec lui durant une longue période. Sa préparation minutieuse de matières radioactives et son travail expérimental sur l'uranium, le protactinium et les isotopes du plomb sont des contributions essentielles aux recherches de Soddy qui lui valent le prix Nobel.

### Uranium et ionium

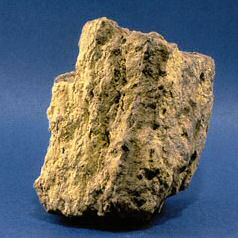
Minerai d'uranium

Quand Hitchins travaille pour la première fois avec Soddy, les scientifiques sont toujours à la recherche de nouveaux éléments chimiques et la formation des isotopes n'est pas encore comprise. Dès 1904 les chercheurs émettent l'hypothèse que la désintégration de l'uranium cause la création de radium, mais le déroulement de ce processus n'est pas clair. En 1907 le radiochimiste américain Bertram Boltwood isole ce qu'il pense être un nouvel élément intermédiaire dans le processus de désintégration de l'uranium en radium, l'ionium. Les chercheurs déterminent finalement que l'ionium est en fait un isotope du thorium, le 230Th.
Soddy demande à Hitchins d'étudier l'ionium. Elle extrait de manière sélective de l'uranium à partir d'échantillons de minerai pour créer des préparations d'uranium purifié et établir la demi-vie de l'ionium. Ses recherches montrent également qu'il y a un taux constant d'augmentation de la quantité de radium dans ses solutions d'uranium, la première preuve expérimentale directe que le radium est formé par la désintégration de l'uranium. Ses résultats sont publiés en 1915.

### Masse atomique du plomb "thorium"
Hitchins aide à déterminer la masse atomique du plomb en se basant sur des mesures de minerais radioactifs, travail qui est important dans la compréhension des isotopes Frederick Soddy utilise les échantillons de plomb distillé que Hitchins prépare à partir de thorite Ceylon, et en fournis à Otto Hönigschmid qui confirme que la masse atomique du plomb thorium est plus importante que celle du plomb normal,.
Soddy indique qu'Hitchins a également travaillé sur les analyses réelles, dans son rapport publié en 1917 : « Selon les analyses de Miss A. F. R. Hitchins et de moi-même, les 20 kilos de thorite sélectionnés contiennent 0-4 pour cent de plomb, 57 pour cent de thorium, 1-03 pour cent d'uranium et 0-5 c.c. d'helium par gramme. » Ce rapport prouve que la masse atomique n'est pas constante : les éléments chimiques purs peuvent être un mélange d'isotopes de différentes masses atomiques.

### Actinium et protactinium

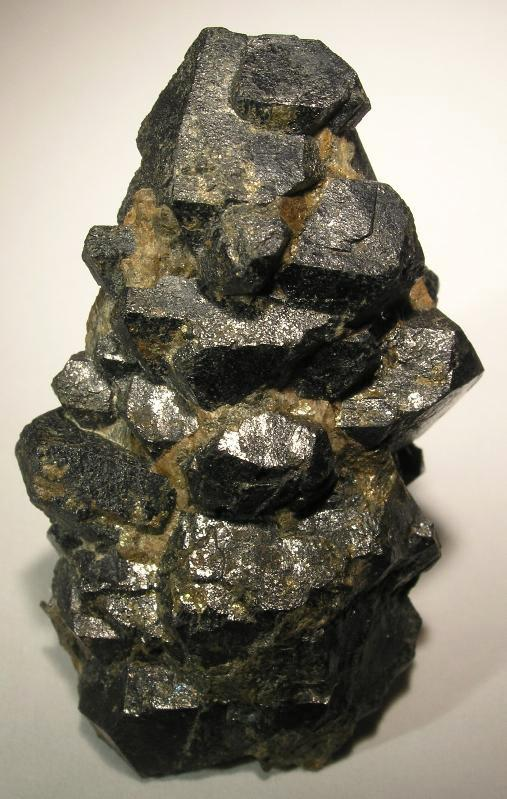
Minerai d'uraninite, une source de protactinium

John A. Cranston, qui part également de Glasgow pour Aberdeen avec Soddy comme assistant de recherche, est enrôlé en mars 1915. Hitchins continue les recherches de Cranston avant d'être elle-même enrôlée dans le travail de guerre en 1916. Ces recherches mènent à l'identification d'un nouvel élément dans la chaine de désintégration entre l'uranium-235 et l'actinium, appelé plus tard protactinium. La découverte du protactinium complète le tableau périodique de Dmitri Mendeleev qui a prédit un élément entre le thorium et l’uranium en 1871. Le même isotope, 231Pa, est découvert indépendamment à la même époque par Otto Hahn et Lise Meitner.
Soddy et Cranston publient leur article en 1918. Bien que Hitchins ne soit pas incluse comme co-auteur, Soddy mentionne les contributions significatives que Hitchins a apporté à cette recherche :

« Les expériences ont été effectuées lorsque le processus de la désintégration de l'uranium et son lien avec le radium était assez obscurs, mais les expériences offrirent des données précieuses, qui n'avaient jamais été correctement examinées à la lumière des découvertes récentes, sur les origines possibles de l’actinium. En ce qui concerne les nouvelles recherches, en l'absence de l'un d'entre nous à cause du service militaire depuis 1915, les expériences furent continuées pendant ce temps par Miss Ada Hitchens, [sic] B.Sc, Carnegie Research Scholar, avant qu’elle ne parte pour le travail de guerre. Son aide précieuse a contribué très significativement aux conclusions données à cette recherche »

### Mesures de radioactivité
Lors de ses premières recherches avec Soddy, Hitchins aide à préparer du radium standard pour le calibrage des électromètres utilisés pour mesurer la radioactivité.
Après être revenue travailler avec Soddy en 1921, Hitchins affine la mesure de la demi-vie de l'ionium, et détermine les ratios d'isotopes de thorium dans les échantillons minéraux. Elle développe également des méthodes pour extraire des éléments radioactifs des minéraux et des minerais.
Soddy écrit à propros d'elle : 

« Je considère Miss Hitchins comme une chimiste extrêmement accomplie avec des vastes connaissances et l'expérience des analyses difficiles chimiques et de minéraux. Il est tout à son honneur que dans son travail avec des matériaux extrêmement rares et difficilement obtenables, elle n'eut jamais d'accident ou de pertes de matériaux. »

## Fin de vie
En 1927 Hitchins part au Kenya pour rejoindre d'autres membres de sa famille qui y ont émigré. Frederick Soddy écrit au British Colonial Office pour la recommander pour un poste dans le gouvernement. Hitchins est employée comme Government Assayer et chimiste dans le Mining and Geological Department du Gouvernement Colonial jusqu'en 1946. Après qu'elle a pris sa retraite, le rapport annuel du département dit d'elle « qu'elle tint le poste de Chemist and Assayer gagnant une réputation exceptionnelle pour sa précision et sa fiabilité, et sa perte a été vivement ressentie par l'industrie minière. »
En 1946, Hitchins se marie avec un fermier, John Ross Stephens (également écrit Rees).
Hitchins meurt à Bristol, Angleterre, le 4 janvier 1972.